# Bayard d'or
Le Bayard d'or (ou Prix spécial TV5 entre 1994 et 2001) est une récompense de cinéma décernée en Belgique par le jury du Festival international du film francophone de Namur depuis 1994. Il est accordé au meilleur film de fiction. Il existe également un prix pour le meilleur documentaire qui est nommé le Bayard d'or du meilleur documentaire en 2002.

## Palmarès duPrix spécial TV5
| Année | Film                           | Réalisateur            | Pays              |
| ----- | ------------------------------ | ---------------------- | ----------------- |
| 1994  | Tropique Nord                  | Jean-Daniel Lafond     | Québec            |
| 1995  | Les Amis du plaisir            | Luc de Heusch          | Belgique          |
| 1996  | Épopée                         | Herménégilde Chiasson  | Canada            |
| 1997  | Abraham et les petits métiers  | Ahmed Diop             | Sénégal           |
| 1998  | Sida d’ici et de là bas        | Pierre-Yves Vandeweerd | Belgique          |
| 1999  | Les Quatre Saisons d'Espigoule | Christian Philibert    | France            |
| 2000  | La Terre des âmes errantes     | Rithy Panh             | France / Cambodge |
| 2001  | Un ticket de bain douche       | Didier Cros            | France            |

## Palmarès duBayard d'or du meilleur film
| Année | Film                            | Réalisateur                         | Pays                |
| ----- | ------------------------------- | ----------------------------------- | ------------------- |
| 2002  | Si-Gueriki, la reine-mère       | Idrissou Mora-Kpaï                  | Bénin / France      |
| 2003  | La Décomposition de l’âme       | Nina Toussaint et Massimo Iannetta  | Belgique            |
| 2004  | Roger Toupin, épicier variété   | Benoît Pilon                        | Québec              |
| 2005  | Arlit, deuxième Paris           | Idrissou Mora-Kpaï                  | Bénin / France      |
| 2006  | Rwanda, les collines parlent    | Bernard Bellefroid                  | Belgique            |
| 2007  | Continental, un film sans fusil | Stéphane Lafleur                    | Canada              |
| 2008  | Puisque nous sommes nés         | Jean-Pierre Duret et Andrea Santana | France / Brésil     |
| 2009  | J'ai tué ma mère                | Xavier Dolan                        | Québec              |
| 2010  | Mardi après Noël                | Radu Muntean                        | Roumanie            |
| 2011  | Et maintenant, on va où ?       | Nadine Labaki                       | Liban / France      |
| 2012  | Papa vient dimanche             | Radu Jude                           | Roumanie / Pays-Bas |
| 2013  | Mère et Fils                    | Călin Peter Netzer                  | Roumanie            |
| 2014  | Timbuktu                        | Abderrahmane Sissako                | Mauritanie/ France  |
| 2015  | Tempête                         | Samuel Collardey                    | France              |
| 2016  | Orpheline                       | Arnaud des Pallières                | France              |
| 2017  | Chien                           | Samuel Benchetrit                   | France              |
| 2018  | M                               | Yolande Zauberman                   | France              |
| 2019  | Roubaix, une lumière            | Arnaud Desplechin                   | France              |
| 2020  | Petit Samedi                    | Paloma Sermon-Daï                   | Belgique            |
| 2021  | La Mif                          | Frédéric Baillif                    | Suisse              |
| 2022  | Sous les figues                 | Erige Sehiri                        | Tunisie             |
| 2023  | Il pleut dans la maison         | Paloma Sermon-Daï                   | Belgique            |